# Sandsack

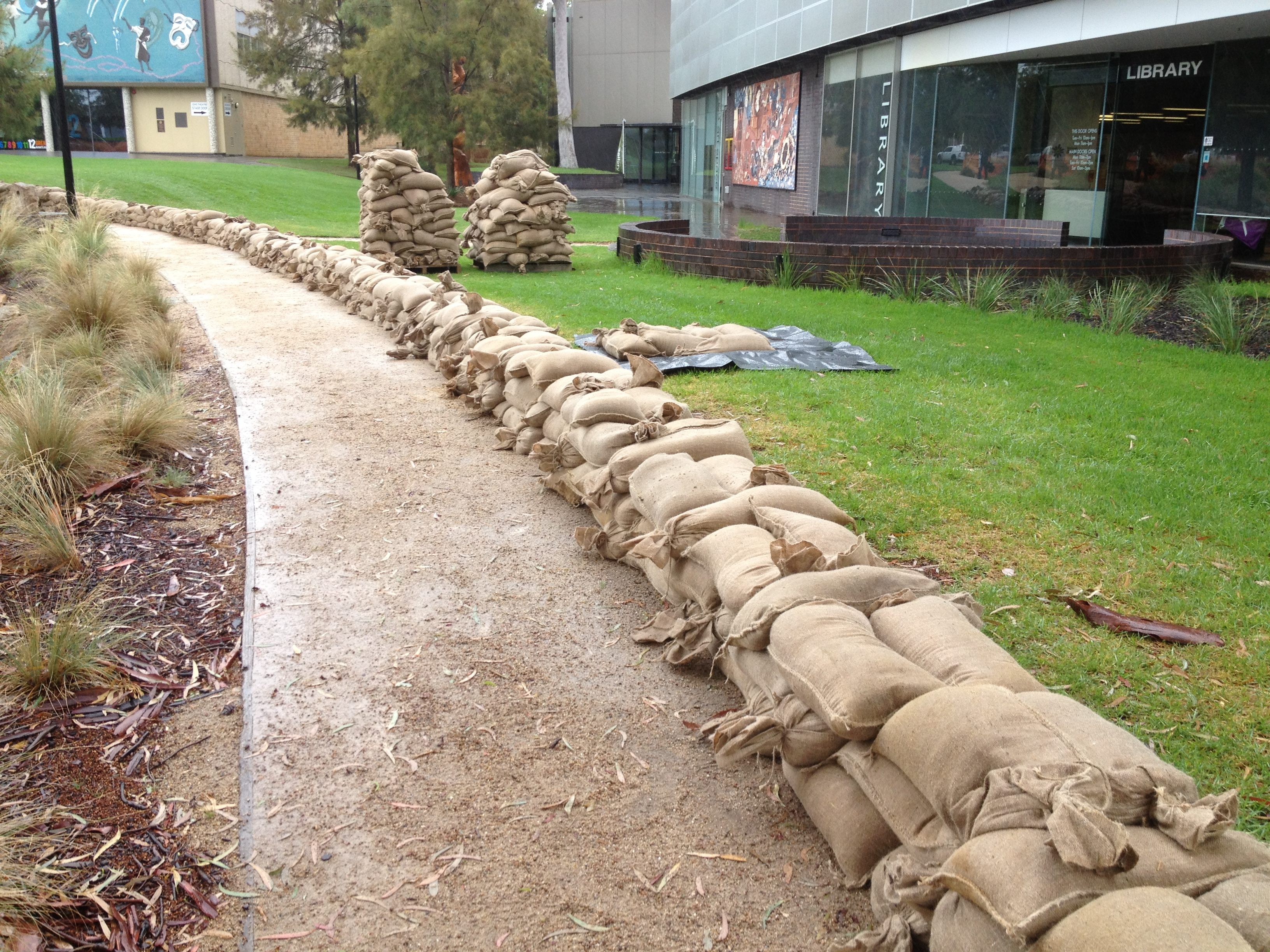
Aus Sandsäcken gebauter Wall zum Hochwasserschutz

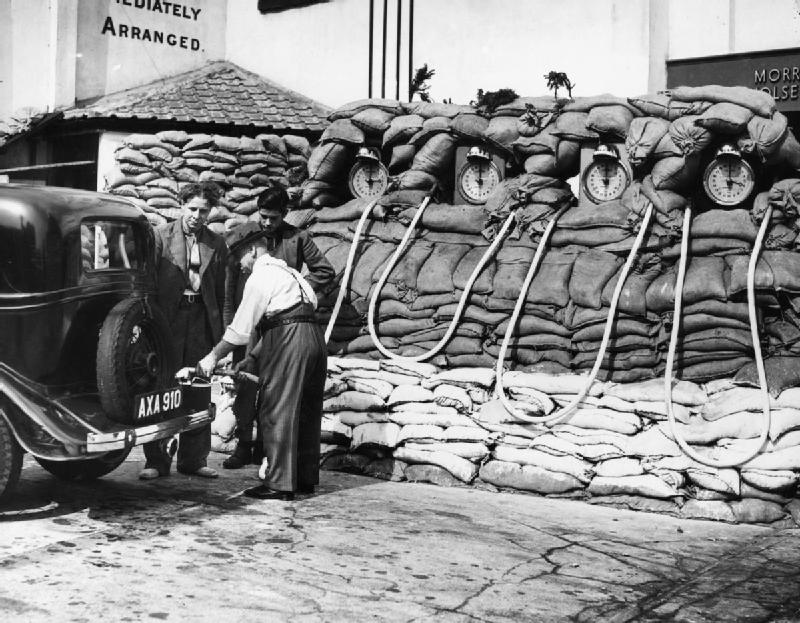
Sandsäcke beim Schutz einer Tankstelle vor Treffern im Zweiten Weltkrieg

En Sandsack ist ein mit Sand gefüllter Sack. Man verwendet Sandsäcke vor allem im Hochwasserschutz und zur Deichverteidigung (Sandsackdeiche bauen, vorhandene Deiche erhöhen, Deichfuß-Sicherungen durchführen, Quellkaden errichten oder Gebäude schützen), sowie im militärischen Bereich. Dort dienen sie als Deckung vor Granatsplittern und Einschüssen. Gegenüber einer festen Deckung haben sie den Vorteil, dass es keine Abprallschüsse gibt. Sandsackdämme können auch zum Auffangen kontaminierten Löschwassers verwendet werden. Das Erstellen von einfachen Behausungen ist durch Zuhilfenahme von Sandsäcken möglich.
Teichsäcke sind Sandsäcke aus wasserdurchlässigem (Polypropylen)-Gewebe, die mit grobem ungebrochenen Rollschotter (Körnung meist 16/32) gefüllt werden und zur Modellierung und Ausgestaltung von Folienteichen verwendet werden.

## Statik
Mauern oder Barrieren aus Sandsäcken sind grundsätzlich den Gesetzmäßigkeiten von Schwergewichtsmauern unterworfen. Sie können große Höhen erreichen, sind allerdings stets unten breiter als oben auszuführen. Die stärkere Neigung sollte dabei an der dem Wasser zugewandten Seite liegen, um deren Eigenmasse zur Stabilisierung zu nutzen. Es ist allerdings logistisch kaum ausführbar, große Bauwerke aus Sandsäcken zu errichten, auch wenn dies technisch möglich wäre.
An Flüssen sind Sandsäcke und Sandsackmauern geringeren Belastungen durch Wind, Wellen und wechselnde Wasserstände ausgesetzt als am Meer, wo auch Brandung und Gezeiten auf sie einwirken. Am Meer sind sie deshalb weniger verbreitet als an Flüssen.

## Material

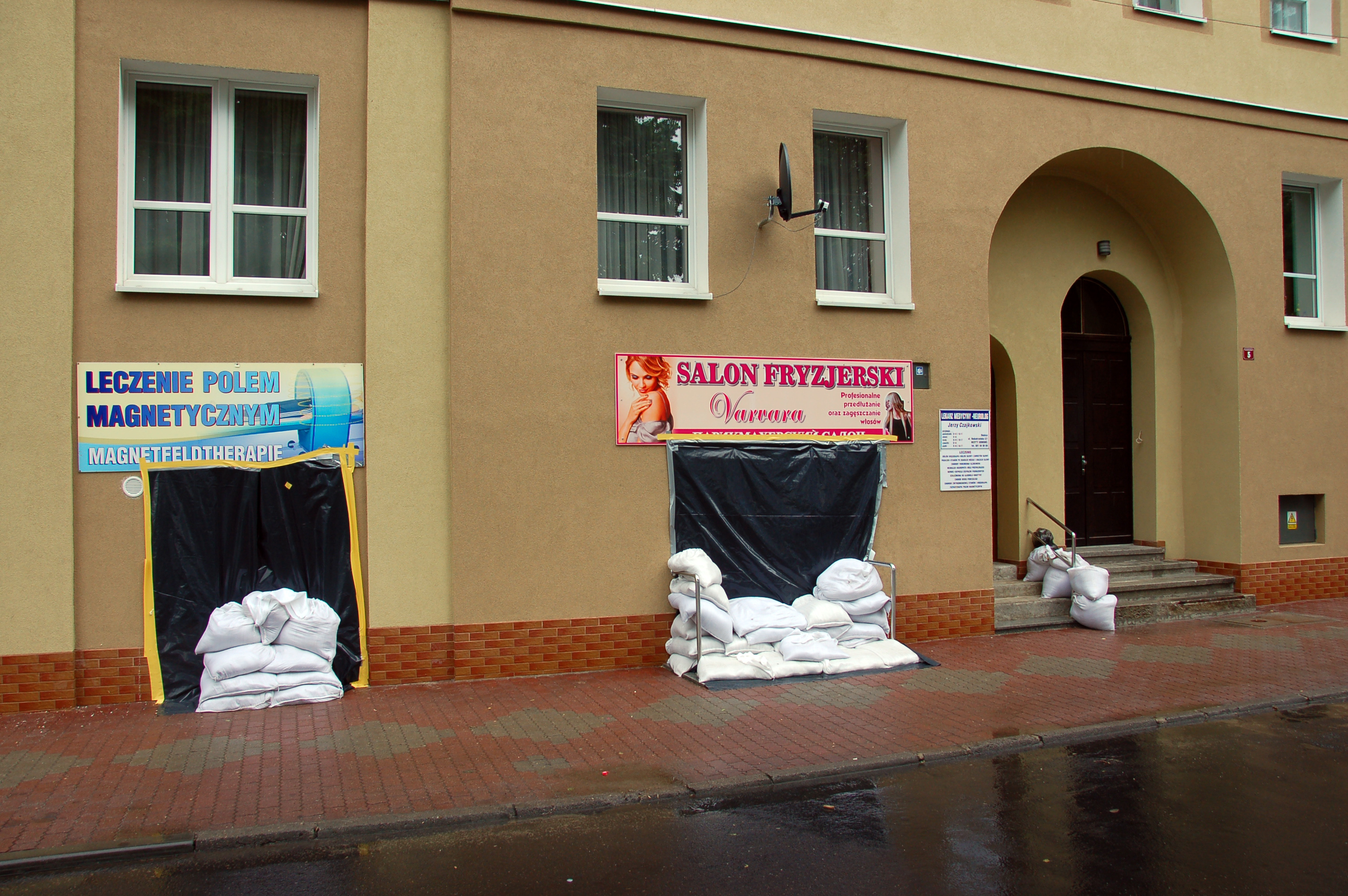
Sandsäcke zur Sicherung von Hauseingängen beim Oderhochwasser 2010 in Słubice

Sandsäcke bestehen aus Naturfasern (z. B. Jute) oder Kunststoff (z. B. Polypropylen). Zum Hochwasserschutz werden sie zu 2/3 mit Sand gefüllt. Säcke aus Kunststoff haben den Nachteil, dass sie leichter wegrutschen als Naturfasersäcke. Kommen Naturfasersäcke mit Wasser in Berührung, saugen sie sich voll und quellen auf. Dadurch wird der Sandsackdeich noch zusätzlich abgedichtet. Außerdem vermodern die Naturfasern, wenn Säcke im Deich liegen gelassen oder vom Fluss mitgerissen wurden.
Kunststoffsäcke sind vorzuziehen, wenn gefüllte Säcke auf Vorrat längere Zeit gelagert werden sollen. Dies ist bei Deichschutzverbänden in hochwassergefährdeten Gebieten regelmäßig der Fall.
Meist werden die Säcke mit Band oder Rödeldraht verschlossen. Man kann sie auch mit speziellen Sacknähmaschinen zunähen. Dies hat den Vorteil eines festeren Verschlusses, besseren Verbaus und sichereren bzw. effektiveren Transports. Wenn die Zeit zum Verschließen nicht vorhanden ist, können sie auch offen verwendet werden. Dabei wird die Öffnung umgeklappt und unter den Sack gelegt. Das Gewicht des Sands liegt so auf dem umgeschlagenen Sackmaterial. Beim Verbau der Säcke ist ferner darauf zu achten, dass keine Lücken vorhanden sind. Um dies zu erreichen, werden die liegenden Säcke mit dem Fuß festgetreten.

## Befüllung
Man kann die Sandsäcke manuell oder maschinell mit einer Sandsackfüllmaschine befüllen.

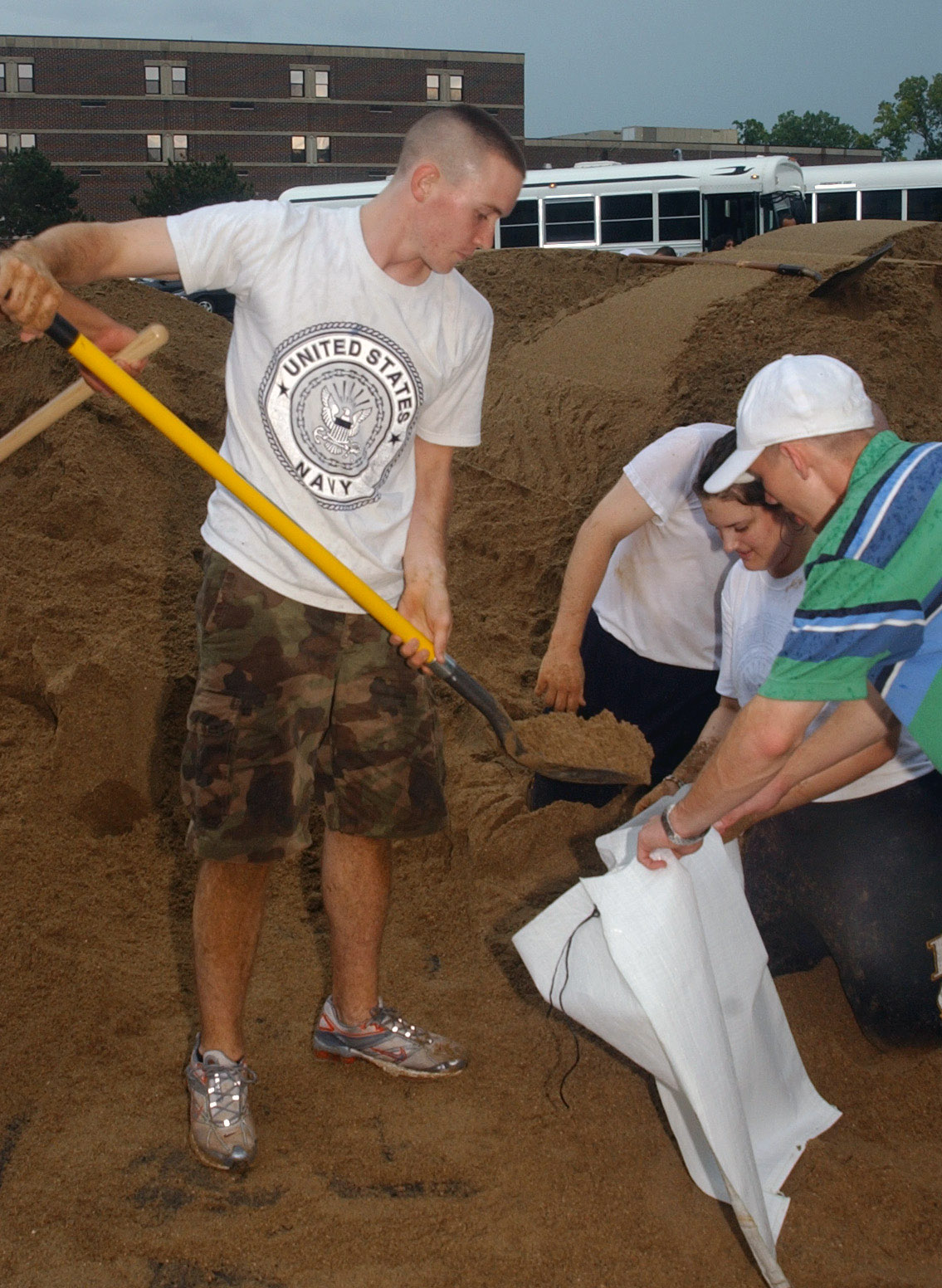
Manuelle Befüllung von Sandsäcken
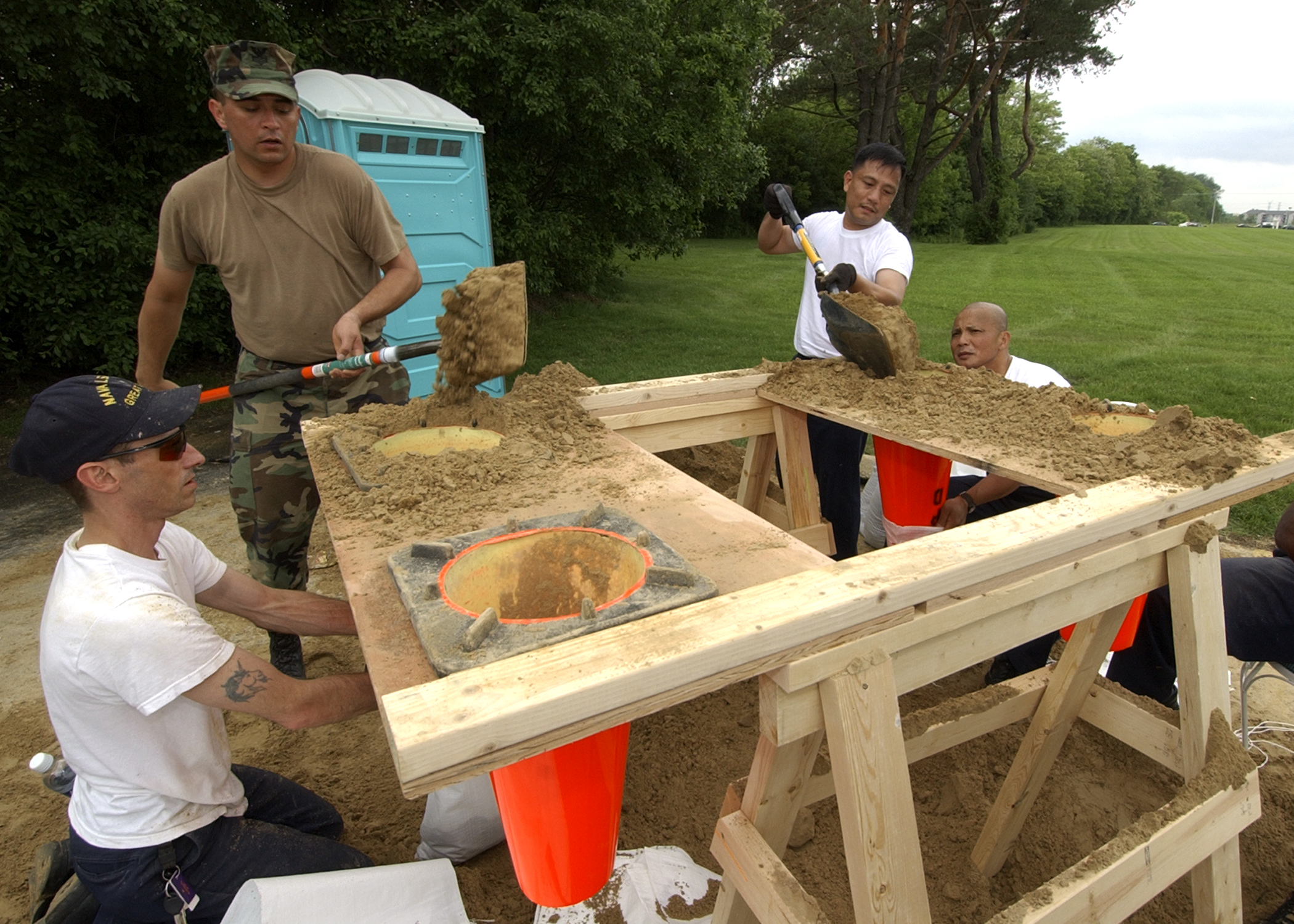
Improvisierte Sandsackbefüllung (Umgedrehte Verkehrskegel)
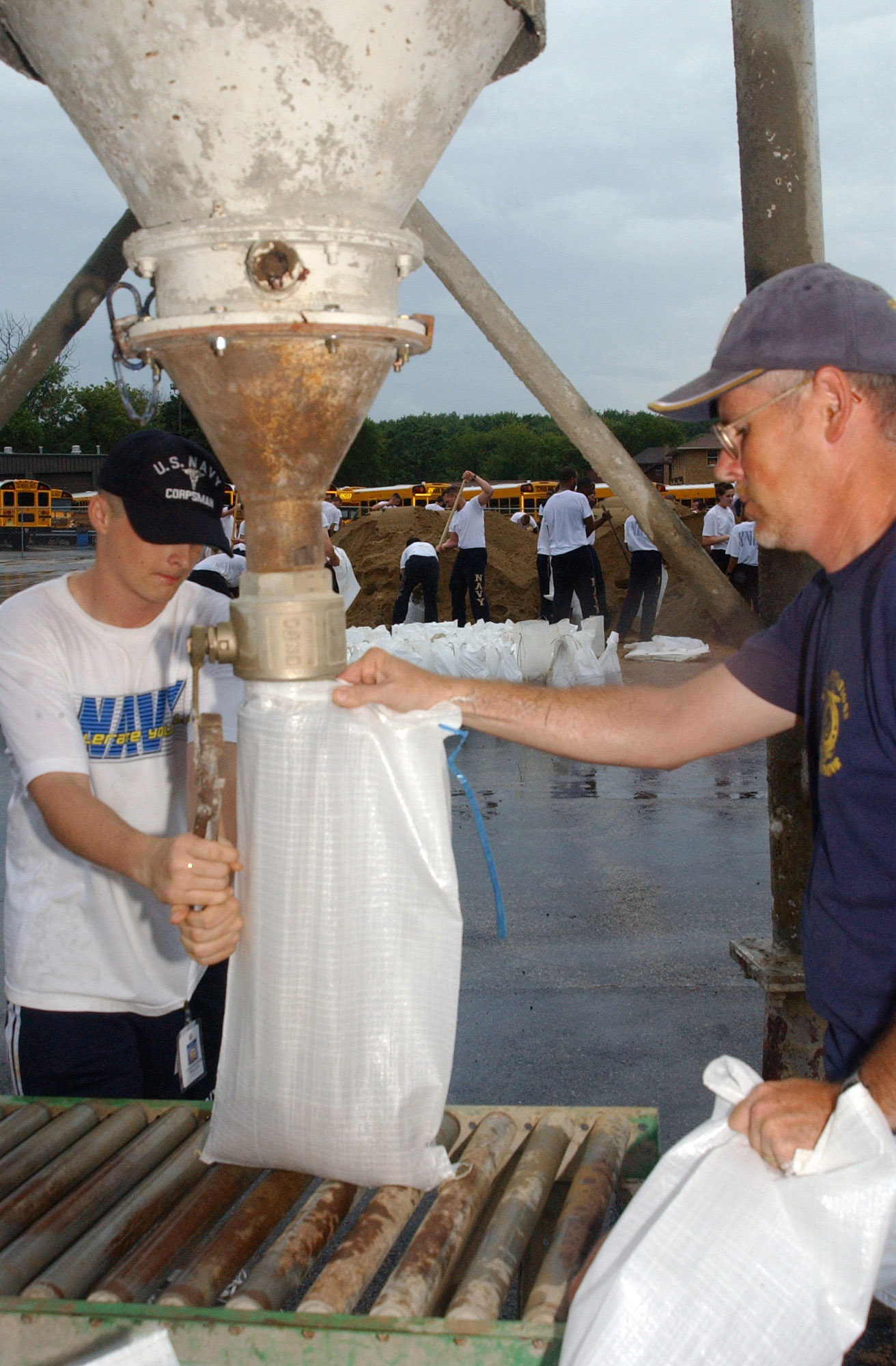
Manuelle Befüllung der Sandsäcke mit einem Sandsilo
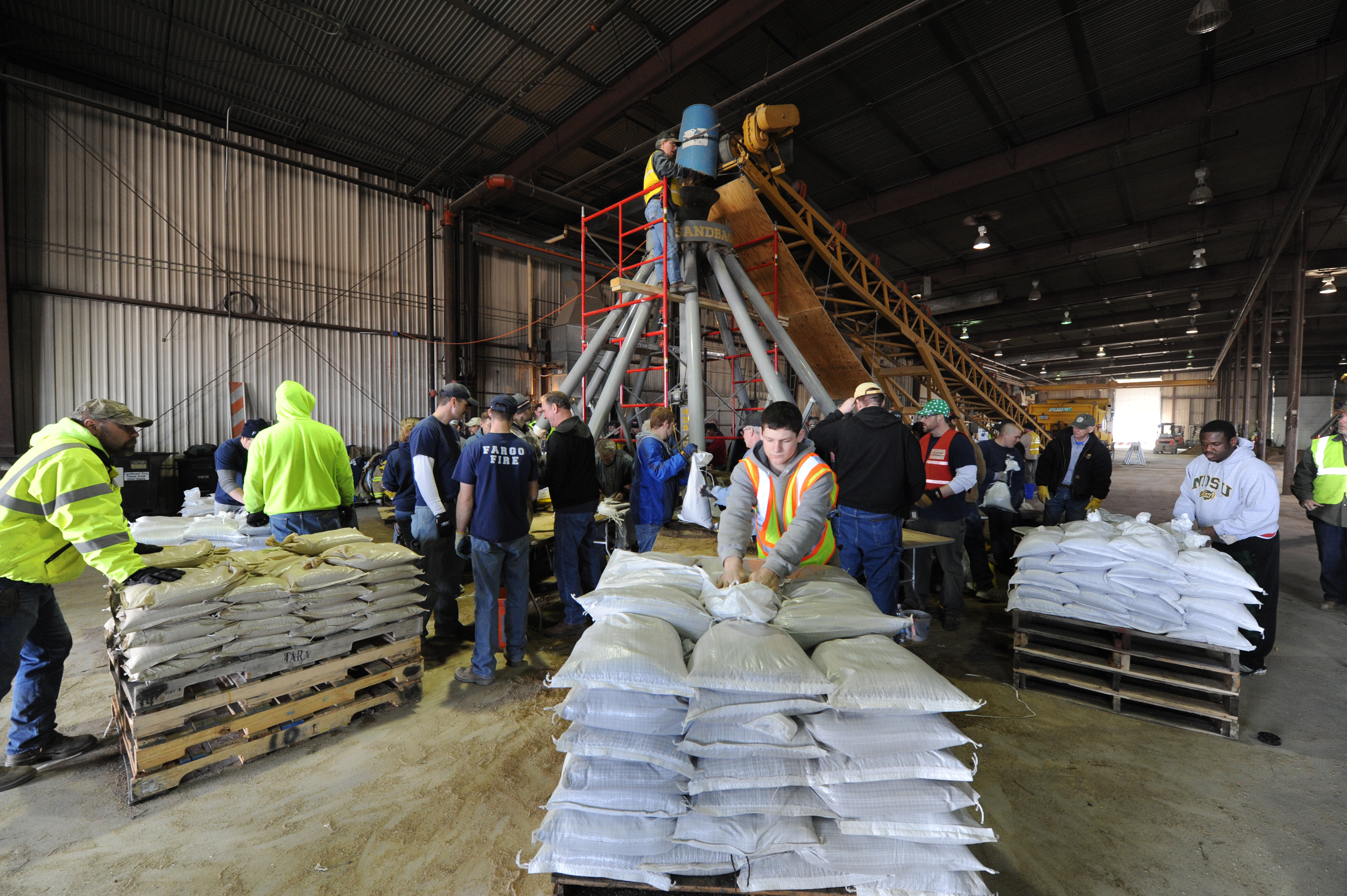
Manuelle Befüllung mit Förderband und 10-fach-Verteiler
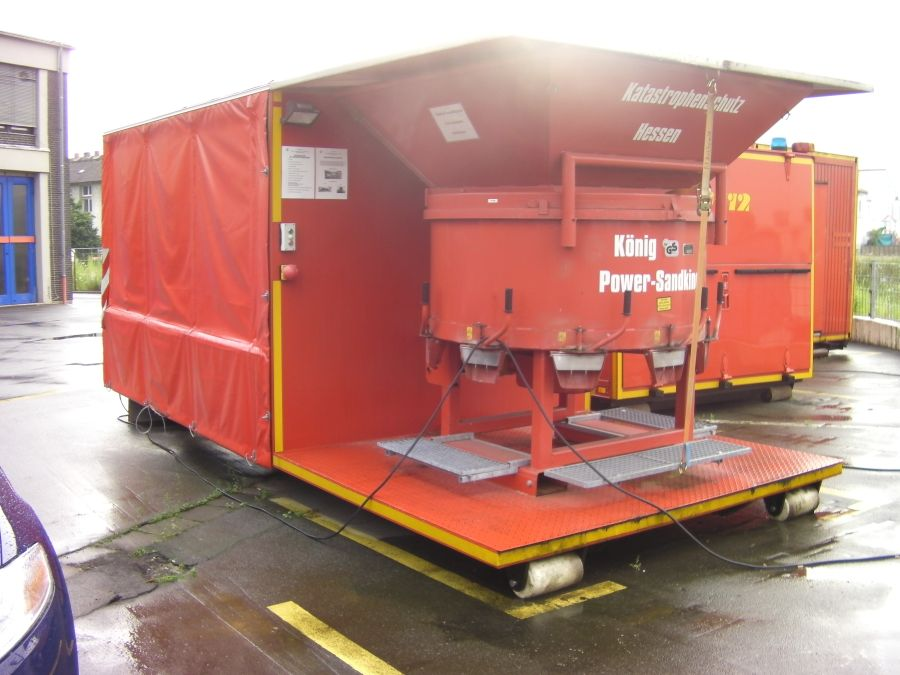
Abrollbehälter Sandsackfüllmaschine (AB-SaSaFü)

## Transport von Sandsäcken bei Hochwasser

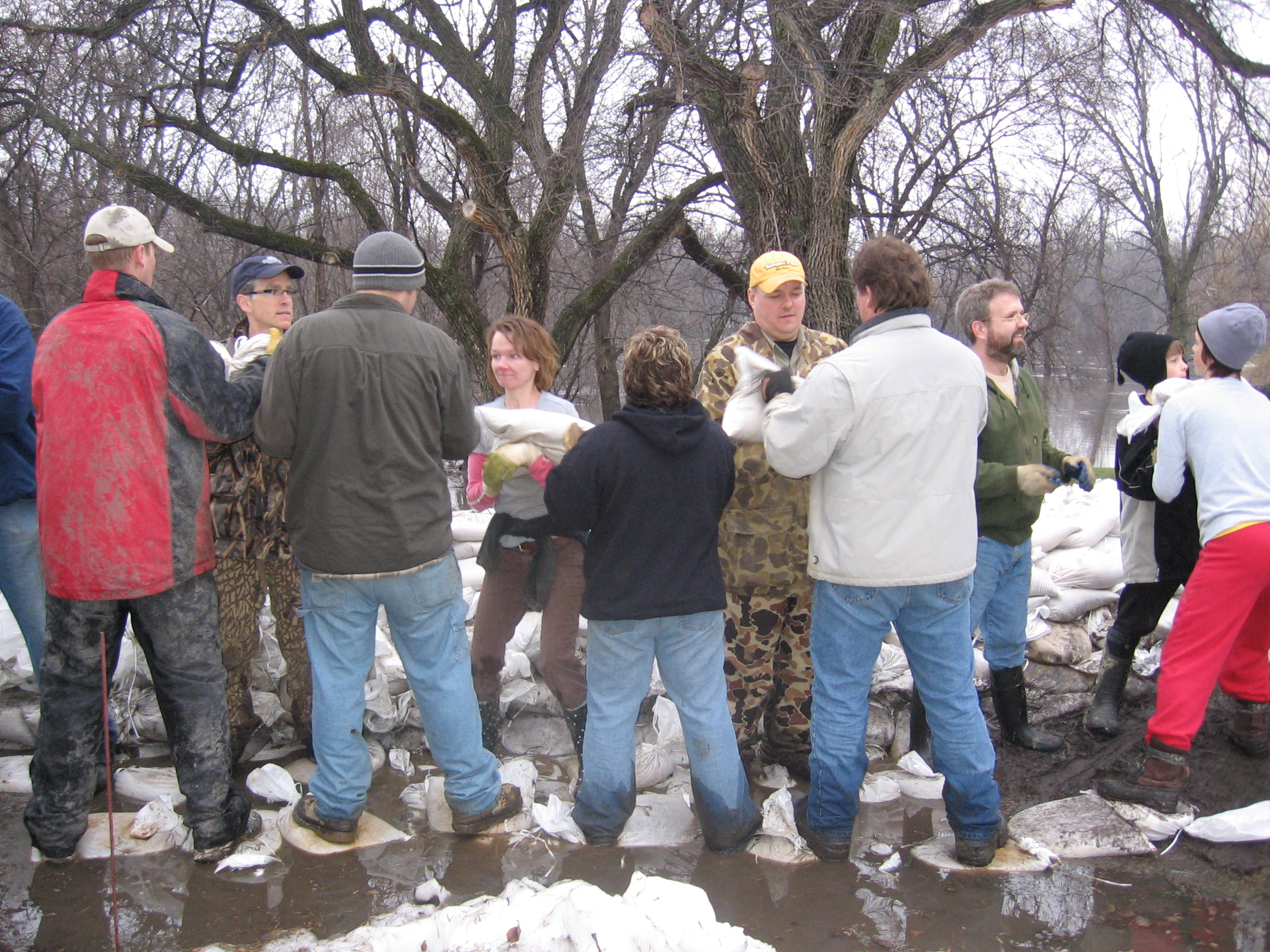
Eine Menschenkette („Reißverschluss“)

Der Transport der gefüllten Säcke zur Einsatzstelle kann oft nicht vollständig durch LKW, Boote oder Hubschrauber durchgeführt werden. Gründe dafür sind durchweichte Deiche oder unpassierbare Brücken. Deswegen geschieht der Transport zur Verlegestelle in der Regel über eine Menschenkette.
Die Helfer stehen dabei in einigem Abstand in einer Zickzack-Linie. Der Abstand sollte so gewählt werden, dass die Sandsäcke ohne Standortwechsel bequem weitergereicht werden können. Sandsäcke sollen nicht geworfen werden, da dies auf Dauer zu anstrengend ist und zu Verletzungen führen kann, falls der fangende Helfer noch nicht bereit ist.

## Alternative Systeme

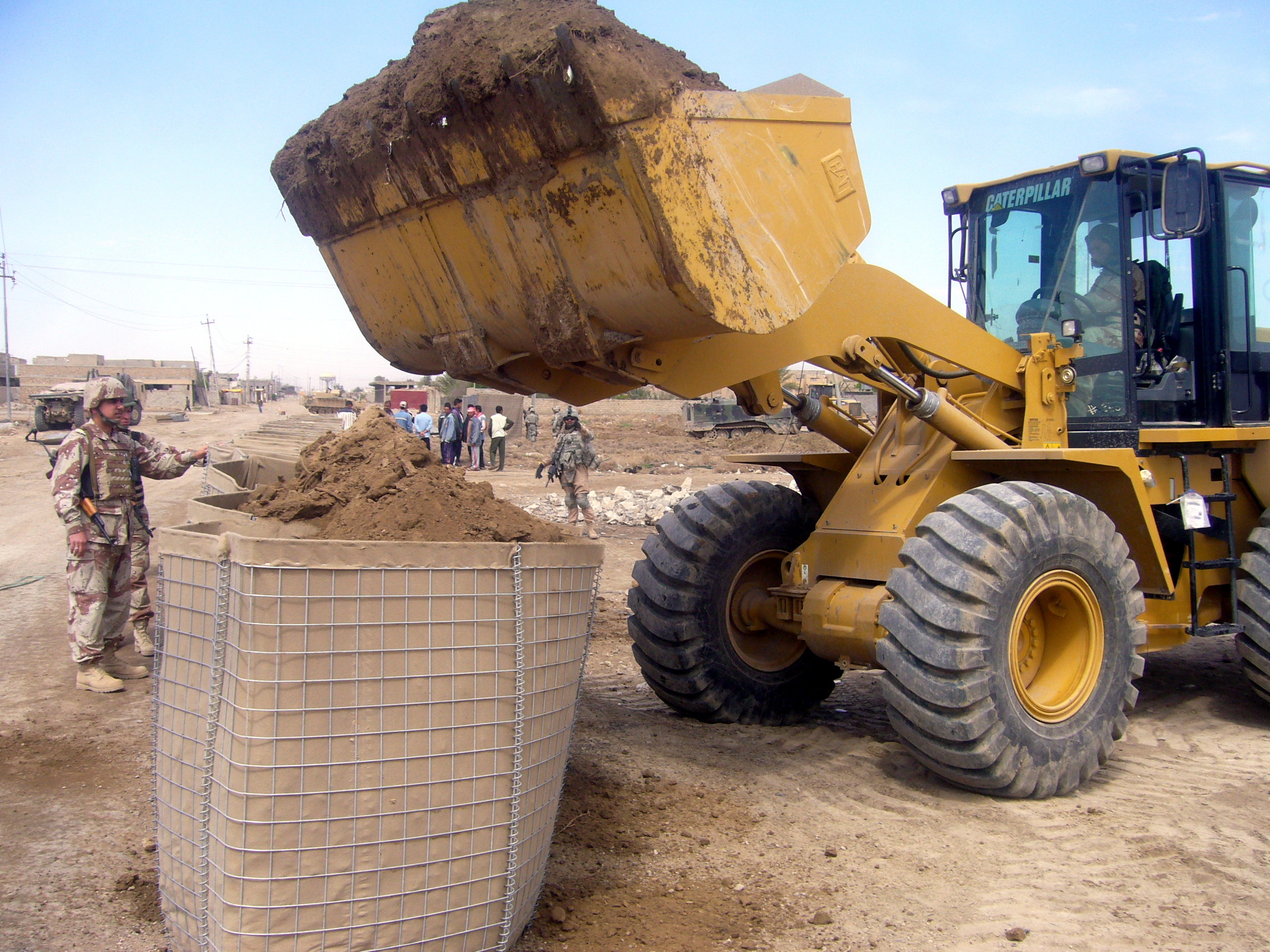
Schanzkörbe (Hesco bastions) werden mit Erde gefüllt

Von diversen Anbietern werden Schnelldeichsysteme angeboten.
Als Ersatz und Ergänzung für Sandsäcke werden auch Big Bags (meist 1 m³) eingesetzt. Diese können mittels Helikopter oder Radlader schnell verlegt werden. Bei einem Deichbruch kann die Lücke im Deich relativ schnell provisorisch verschlossen werden. Für eine Aufstockung eines vorhandenen Dammes werden diese wegen der hohen Transportkosten selten eingesetzt. Die hohe Einzelmasse ist von Vorteil; in Notsituationen werden diese großen Säcke benutzt, wenn das Verlegen kleiner Sandsäcke nicht mehr möglich ist.
Im militärischen Bereich werden auch Schanzkörbe verwendet.

## Verwendung zum Hausbau
Der deutsche Architekt Gernot Minke entwickelte unter anderem ein Baukonzept, bei dem mit Bims gefüllte Sandsäcke zum Bau tragender Wände verwendet wurden. Er ist Leiter des Forschungslabors für Experimentelles Bauen an der Universität Kassel.
Der iranische Architekt Nader Khalili entwickelte die sogenannte Earthbag-Architektur, wonach mit Erde und anderen Materialien gefüllte Sandsäcke zum Bau von Häusern vorrangig im globalen Süden genutzt werden. Er ist Gründer des Cal-Earth-Instituts in Kalifornien, das sich mit der Verbreitung und Weiterentwicklung dieser Technologie beschäftigt.